# Claude Fleury
Claude Fleury (Párizs, 1640. december 6. – Párizs, 1723. július 14.) francia római katolikus pap, egyháztörténeti író.

## Élete
A jogi pályáról, amelyen kezdetben működött, lemondott, és az egyházi pályára lépett. Conti herceg nevelője lett, majd XIV. Lajos francia király udvarába került, ahol a király természetes fiának, Vermandois hercegnek volt nevelője. Jutalmul a locdieu-i, majd az argenteuili apátságot nyerte el. Amikor 1710-ben XV. Lajos került a trónra, gyóntató atyja lett a fiatal királynak, erről az állásáról azonban, tekintettel agg korára, csakhamar lemondott. 
1723-ban hunyt el 82 esztendős korában.

## Művei
Irodalmi munkássága leginkább a történelem mezejére terjedt ki; több kisebb művet adott ki, így: történelmi katekizmusa, Szent Margit élete ismeretes. Legnevezetesebb műve egyháztörténelme. Alkotását nem fejezhette be, és csupán az 1414-ik évig jutott el. Egyháztörténelmét Jean-Claude Fabre de l'Oratoire folytatta 1595-ig. Utána Sándor karmelita atya vette kezébe az egyháztörténelem ügyét és eljutott 1765-ig. Végül Benno karmelita atya fejezte be a művet, amely 91 negyedrét kötetben az egyház történetét foglalja magában 1768-ig. Legnagyobb érdeme a műnek, hogy egyike a legterjedelmesebb egyháztörténelmeknek. Különben felületesség, száraz előadás és egyoldalúság jellemzik. 
Műveinek listája:
- Histoire du droit français (1674)
- Catéchisme historique, contenant en abrégé l'histoire sainte et la doctrine chrétienne (1679). Ouvrage mis à l'Index.
- Les Mœurs des Israelites (1681)
- Les Mœurs des Chrétiens (1682)
- La Vie de la vénérable mère Marguerite d'Arbouze (1684)
- Traité du choix et de la méthode des études (2 volumes, 1686)
- Institution au droit ecclésiastique, Paris, Aubouin, 1687, 2 vol. Ouvrage mis à l'index.
- Les Devoirs des maîtres et des domestiques (1688)
- Histoire ecclésiastique, précédée du Discours sur cette histoire (20 volumes, premier volume publié en 1691[7])
- Histoire ecclésiastique, pour servir de continuation à celle de M. l'abbé Fleury (36 volumes, 1691-1738). Continuation par Jean-Claude Fabre et Claude-Pierre Goujet.
- Neuvième discours de M. l'abbé Fleury, sur les libertés de l'Église gallicane (1725). Ouvrage mis à l'index.
- Maximes et libertés gallicanes, rassemblées et mises en ordre, avec leurs preuves. Mémoire sur les libertés de l'Église gallicane, trouvé parmi les papiers d'un grand prince (1755)
- Table générale des matières contenues dans les XXXVI volumes de l'Histoire ecclésiastique de M. Fleury et du P. Fabre (1758)
- Droit public de France, ouvrage posthume de M. l'abbé Fleury, composé pour l'éducation des princes (1769)
- Le Soldat chrétien, ouvrage posthume de M. l'abbé Fleury (1772)
- Opuscules (5 volumes, 1780-81)
- Nouveaux Opuscules (1807)
- Œuvres de l'abbé Fleury, contenant : Traité du choix et de la méthode des études. Mœurs des Israélites et des chrétiens, Discours sur l'histoire ecclésiastique, Grand catéchisme historique, Histoire du droit français, etc., pour faire suite aux œuvres de Fénelon : précédées d'un Essai sur la vie et les ouvrages de l'abbé Fleury (1837)
- Écrits de jeunesse : tradition humaniste et liberté de l'esprit, Champion, Paris, 2003
- Vie de la mère d'Arbouse, réformatrice de l'abbaye du Val-de-Grâce, dans Opuscules de M. l'abbé Fleury, prieur d'Argenteuil, tome 3, Nismes, 1780, pp. 1-126 ; suivie dans le même fascicule par : Suite de la vie de la mère d'Arbouze : Récit de ce qui est arrivé de plus mémorable au Val-de-Grâce, sous les trois premières abbesses qui ont succédé à Marguerite d'Arbouze, pp. 127-146. À la suite de ces deux textes se trouvent de nombreux écrits : Portrait du dauphin (Louis de Bourgogne, 1682-1712), Discours académiques et lettres, Discours sur Platon, Fragments de Platon, Extraits de la République de Platon, Réflexions sur les oeuvres de Machiavel, Lettre à M… sur la justice, Politique chrétienne tirée de saint Augustin, Pensées politiques, etc ; voir la table des matières pp. 637-644.

### Magyarul
- Az israelitáknak és a keresztényeknek szokásaik és erköltseik (ford. Kopácsy József; Veszprém, 1801. február)
- Két elmélkedés Fleury apát ur egyházi históriájából (ford. Virág Benedek; Buda, 1806)
- A hetedik elmélkedés Fleury apát urnak egyházi históriájából az egyházi törvényhatóságról (ford. Virág Benedek; Pest, 1808)
- Flőry Klaudius apátúrnak historiás katekizmussa, mely az ó- és új testamentom történetit és a keresztény tudományt summásan elől adja; ford. Hegyi József; Grünn Ny., Szeged, 1820
- Az Izraéliták Szokásárol / A Keresztényeknek Szokásirol; ford. Mikes Kelemen; in: Mikes Kelemen összes művei, 6. Az idő jól eltöltésének módja és más keltezetlen fordítások;[8] sajtó alá rend. Hopp Lajos; Akadémiai, Budapest, 1988